# Труа-Рив'єр (Сомма)
Труа-Рив'єр (фр. Trois-Rivières) — муніципалітет у Франції, у регіоні О-де-Франс, департамент Сомма. Труа-Рив'єр утворено 1 січня 2019 року шляхом злиття муніципалітетів Контуар, Аржикур i П'єррпон-сюр-Авр. Адміністративним центром муніципалітету є П'єррпон-сюр-Авр. Населення — 1495 осіб (01.01.2021).